# 刺罂粟属
刺罂粟属（学名：Argemone）是罂粟科下的一个属，为有刺草本植物。该属共有30多种，分布于美洲與夏威夷。